# تشارلز ارين (لاعب كريكت)
تشارلز ارين (بالإنجليزية: Charles Warren)‏ (19 مارس 1764 - 12 أغسطس 1829) هو سياسي ولاعب كريكت بريطاني (وحمل سابقاً جنسية المملكة المتحدة لبريطانيا العظمى وأيرلندا ومملكة بريطانيا العظمى).